# Julirevolutie
De Julirevolutie was een revolutie die in 1830 door de middenklasse in Frankrijk tegen koning Karel X werd gevoerd. De Franse middenklasse vond zichzelf te veel benadeeld door de koning, die in haar ogen te veel macht had. Het gevolg was dat er op 27, 28 en 29 juli een revolutie werd gevoerd. Deze drie dagen worden in Frankrijk wel de Trois Glorieuses genoemd.
Karel X weigerde zijn macht te beperken en trad op 2 augustus af. Hij werd vervangen door zijn neef Lodewijk Filips. Lodewijk Filips was een aanhanger van de liberale oppositie en werd door de burgerij geaccepteerd. Hij kreeg hierdoor de bijnaam "Burgerkoning". Zijn bewind werd de Julimonarchie genoemd. In 1848 werd het omvergeworpen door de Februarirevolutie.

## Aanleiding
De directe aanleiding voor de revolutie waren de vier ordonnanties van 25 juli, die Karel X vanuit zijn paleis in Saint-Cloud uitvaardigde. Met deze ordonnanties van Saint-Cloud schafte de koning de al beperkte persvrijheid volledig af en ontbond hij de Kamer van Afgevaardigden. Hij schreef nieuwe verkiezingen uit die volgens een nieuwe kieswet zouden verlopen, waarbij het aantal kiezers werd beperkt.
Het regime van Karel X en zijn minister, de prins van Polignac, was niet populair. Karel X probeerde de absolute monarchie te herstellen. Maatregelen die de bevoegdheden van de Katholieke Kerk uitbreidden en geldelijke compensaties voor de adel die na de Franse Revolutie naar het buitenland was uitgeweken, "het miljard voor de émigrés", leidden tot felle discussies in de Kamer. Na provocaties van de koning stemde een meerderheid van de kamerleden een verklaring die onaantastbaarheid van het parlement uitriep. Karel X reageerde door de Kamer te ontbinden en nieuwe verkiezingen uit te schrijven. Maar in de nieuw verkozen kamer hadden de liberalen een nog groter aandeel.

## Verloop
Vijfenveertig journalisten protesteerden in een open brief tegen de ordonnanties van Saint-Cloud. De repressie van de politie leidde tot een staking van winkeliers en ambachtslieden. Het volk van Parijs kwam op straat en wierp 6.000 barricades op. Binnen het leger verloor de koning ook zijn steun. Volksheld markies de La Fayette voerde de opstandige troepen aan en na hevige gevechten in de straten van Parijs leden de troepen die trouw bleven aan de koning het onderspit. Bij de opstandelingen vielen ongeveer 6.500 doden tijdens de Trois Glorieuses.
Karel X vluchtte naar Rambouillet en van daaruit naar de haven van Cherbourg en via schip naar Engeland.

## Nasleep

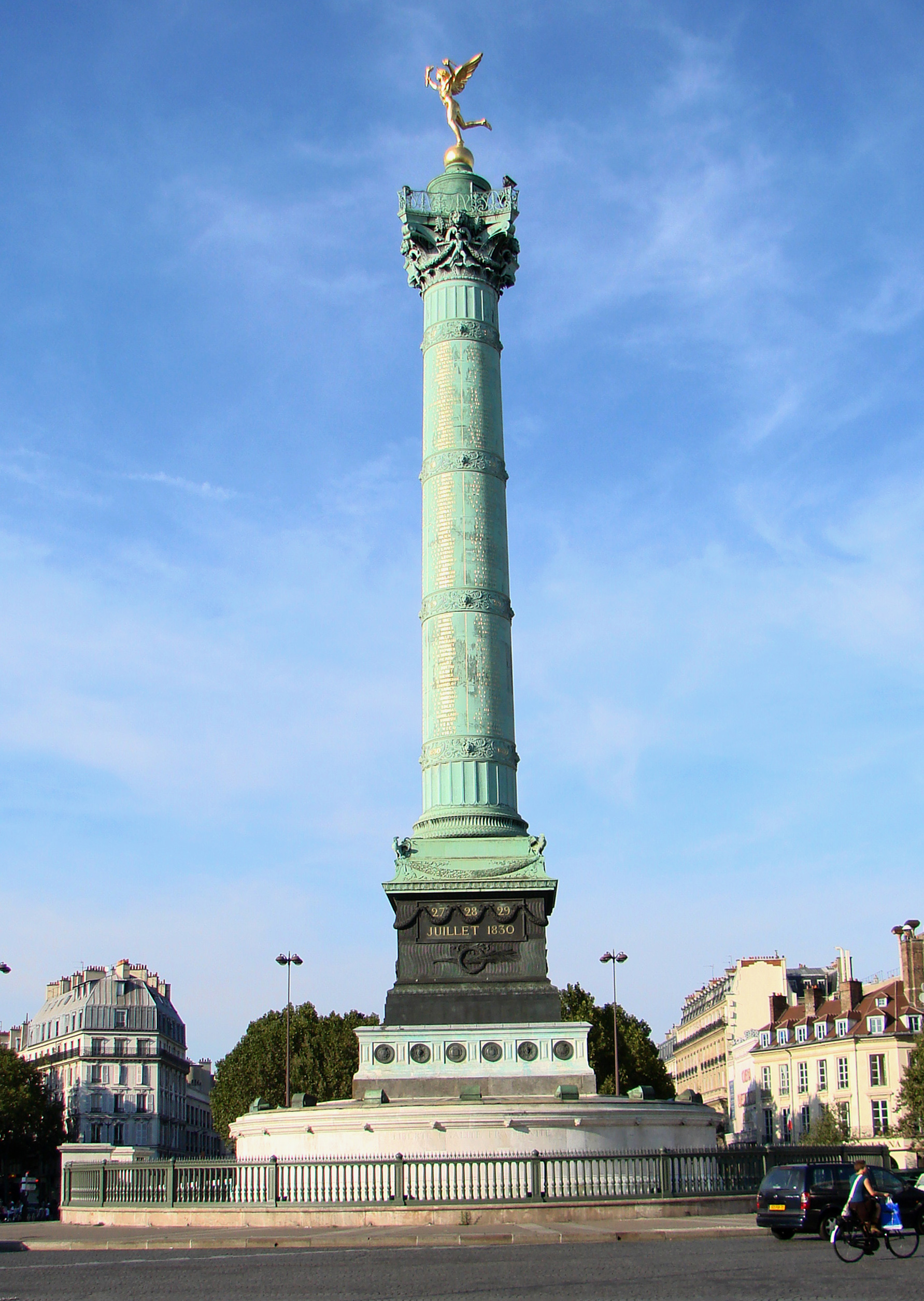
De Colonne de Juillet op de Place de la Bastille

Begin augustus kreeg Frankrijk een nieuwe grondwet en een nieuwe koning. De persvrijheid werd hersteld en de Katholieke Kerk was geen staatsgodsdienst meer. De kieswet werd uitgebreid zodat dubbel zoveel mannen nu kiesrecht kregen. De bevoegdheden van het parlement werden uitgebreid en die van de koning ingeperkt. Hij behield de uitvoerende macht en de bevoegdheid van buitenlandse politiek, maar kon wetten van het parlement niet meer ongedaan maken door ordonnanties.
In december 1830 werden vier oud-ministers van Karel X, onder wie de prins van Polignac, veroordeeld door de Chambre des pairs tot een levenslange gevangenisstraf.
Voor de slachtoffers van de Julirevolutie werd in Parijs een monument opgericht; de Colonne de Juillet op de Place de la Bastille.
Als gevolg van de geslaagde Julirevolutie braken er in de rest van Europa ook revoluties uit. De revoluties werden overal onderdrukt door de Grote Alliantie, behalve in de Nederlanden. Daar scheurde België zich in de Belgische Revolutie van de Nederlanden af.

## In de kunst
Stendhals roman Le Rouge et le Noir (1830) speelt zich af in de aanloop naar de Julirevolutie. Verschillende schilderijen beelden de Trois Glorieuses uit, waaronder De Vrijheid leidt het volk van Eugène Delacroix.

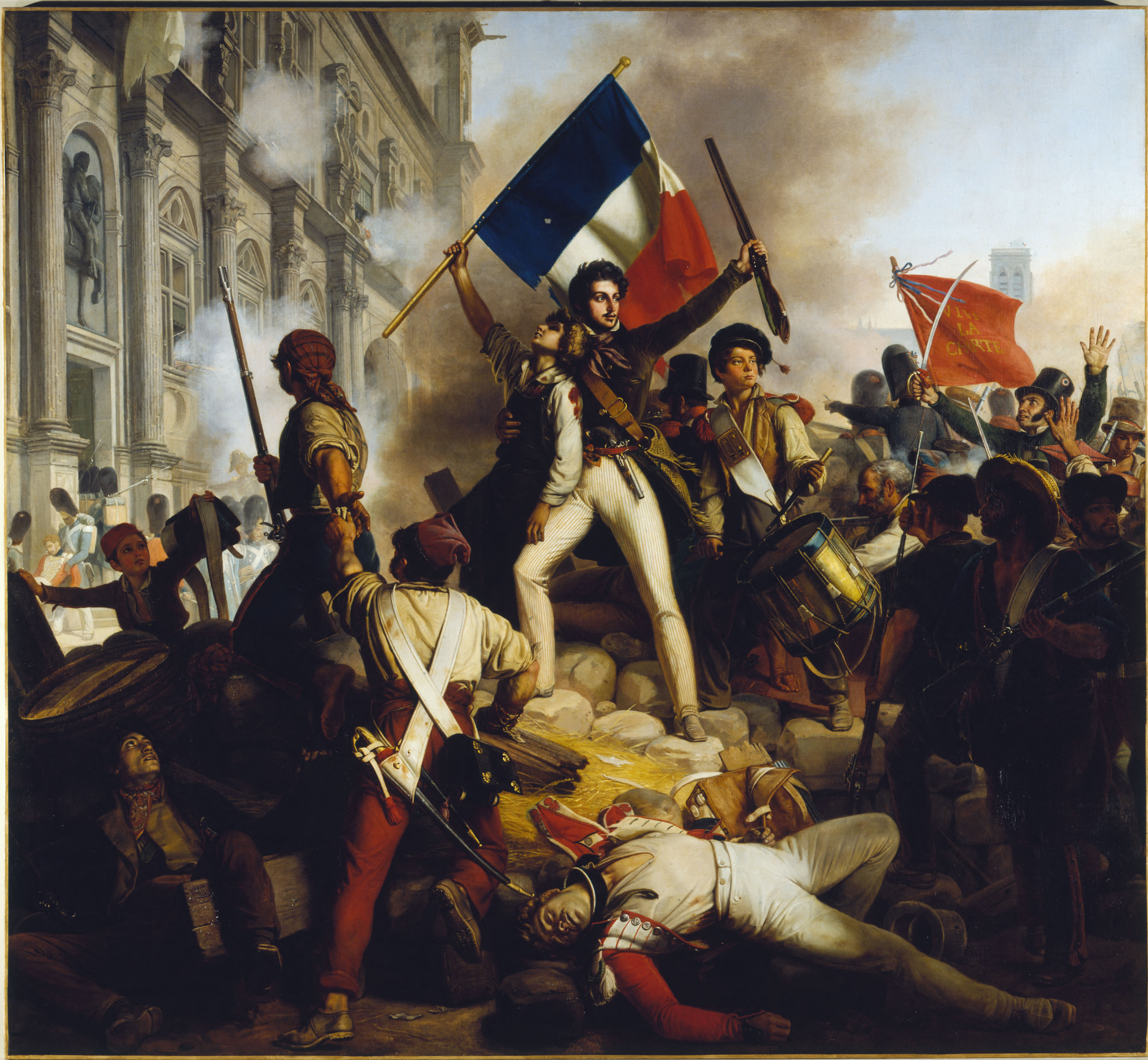
Le combat devant l’Hôtel de ville le 28 juillet 1830, door Jean-Victor Schnetz
La Liberté guidant le peuple, door Eugène Delacroix
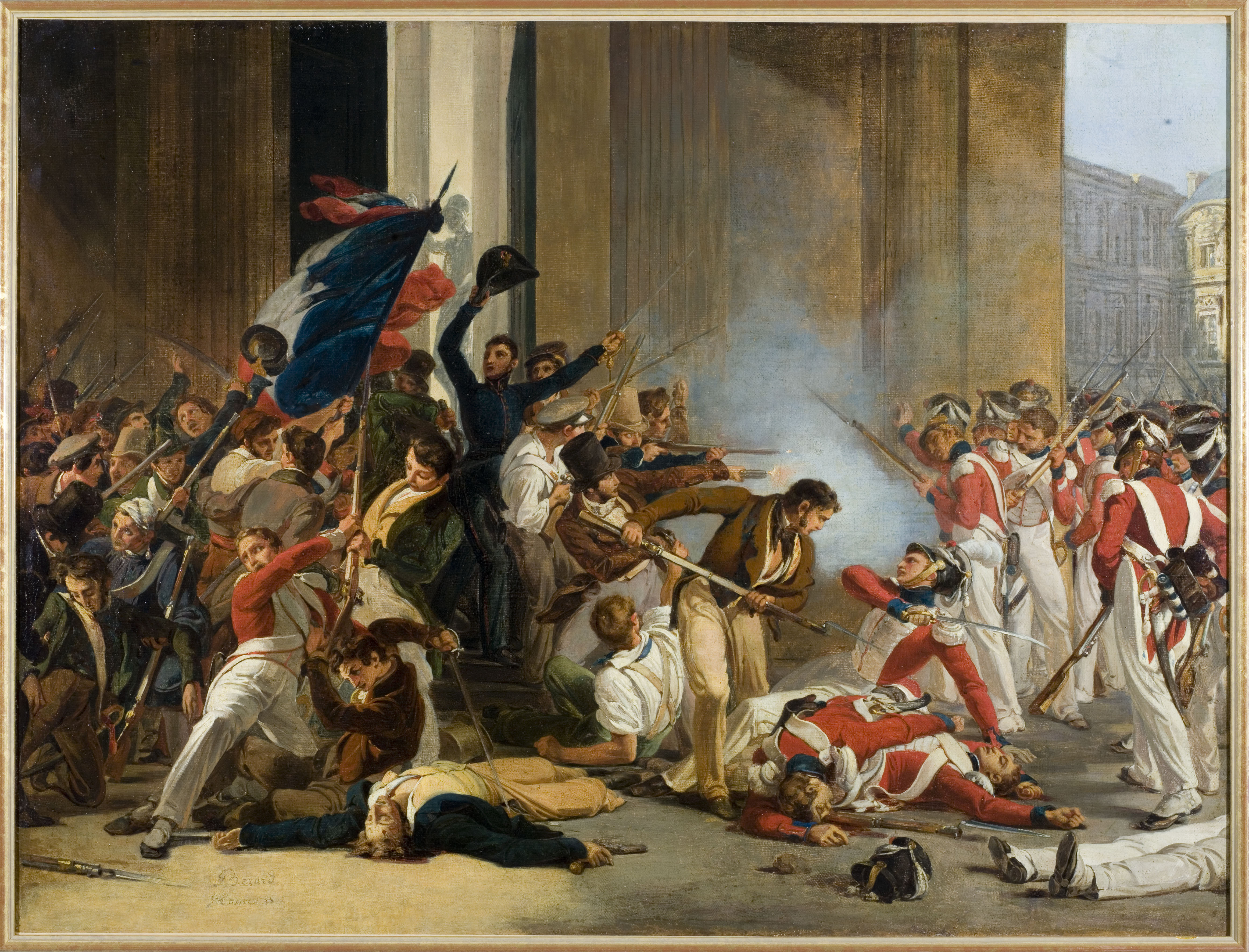
Prise du Louvre, door Jean Louis Bezard

## Trivia
- De Franse econoom Jean Fourastié noemde de periode vanaf de Bevrijding (1944-'45) tot de oliecrisis van 1973 de Trente Glorieuses, in navolging van de Trois Glorieuses.